# Ричардсон, Кристин
Кри́стин Кей Ри́чардсон (англ. Kristin Kay Richardson), в девичестве — Уиллитс (англ. Willits; род. 4 августа 1970, Шони-Мишен, Канзас) — американская актриса

, танцовщица

, хореограф, певица

, фотомодель и фотограф.

## Ранние годы
Кристин Кей Ричардсон, в девичестве Уиллитс, родилась 4 августа 1970 года в Шони-Мишн, штат Канзас, США, в семье мануального терапевта Джона Уиллитса и владелицы автосалона Сьюзан Пэттон. У неё есть старший брат, Брэд, и старшая сестра — Тина.
В 1988 году она окончила Среднюю школу северо-запада Шони-Мишн, где была членом танцевальной команды «Cougarettes», команды по гимнастике и группы поддержки, а также сотрудником школьной газеты «The Northwest Passage». Была секретарем комитета по выпуску и первой вице-мисс на звание королевы выпускного в выпускном классе.
Посещала Канзасский университет в течение одного семестра, после чего перевелась в Университет Оклахома-Сити, который окончила со степенью бакалавра исполнительских искусств.

## Карьера
В старших классах она работала танцовщицей и певицей в варьете в тематическом парке «Worlds of Fun» в Канзас-Сити, штат Миссури, и в тематическом парке «Busch Gardens» в Уильямсбурге, штат Виргиния, во время летних каникул учёбы в колледже.
C начала 1990-х годов, она работала в Диснейуорлде, где появилась в шоу «Король Лев» и мюзикле «Красавица и чудовище». С 1994 по 1995 год была участницей танцевальной труппы «The Rockettes». В 1999 году была танцовщицей в концертном туре Шер «Do You Believe?» и появилась в видеоклипе на песню «Believe».
На счету Ричардсон более сорока ролей в театральных постановках, фильмах, телесериалах и видеоклипах.
Является одним из основателей экологической организации «Just Within Reach».

## Личная жизнь
С 17 июня 2000 года она замужем за участником музыкальной группы «Backstreet Boys» Кевином Ричардсоном, с которым познакомилась в июне 1992 года, когда они вместе работали в Диснейуорлде. У супругов есть два сына: Мейсон Фрей Ричардсон (род. 3 июля 2007) и Максвелл Хейз Ричардсон (род. 10 июля 2013).

## Фильмография
| Год  |     | Русское название                           | Оригинальное название                           | Роль                     |
| ---- | --- | ------------------------------------------ | ----------------------------------------------- | ------------------------ |
| 1994 | в   | Барни в прямом эфире в Нью-Йорке           | Barney Live in New York City                    | танцовщица               |
| 1999 | с   | Малибу, Калифорния                         | Malibu, CA                                      | Келли                    |
| 1999 | ф   | Человек на Луне                            | Man on the Moon                                 | танцовщица Тони Клифтона |
| 2000 | с   | Шоу Майкла Ричардса                        | The Michael Richards Show                       | Лоррел Канионс           |
| 2000 | кор | Пересечения                                | Crossings                                       | —                        |
| 2001 | ф   | Рок-звезда                                 | Rock Star                                       | Саманта                  |
| 2001 | с   | Опять и снова                              | Once and Again                                  | Деланси                  |
| 2003 | с   | Зачарованные                               | Charmed                                         | Дарла                    |
| 2003 | с   | Ангел                                      | Angel                                           | репортёр KTLA Трейси     |
| 2004 | ф   | Заткнись и поцелуй меня!                   | Shut Up and Kiss Me                             | Джессика Престон         |
| 2004 | с   | Ив                                         | Eve                                             | Кармен                   |
| 2004 | с   | Два с половиной человека                   | Two and a Half Men                              | Тиффани                  |
| 2004 | с   | Остаться в живых                           | Lost                                            | Джессика                 |
| 2005 | с   | Полиция Нью-Йорка                          | NYPD Blue                                       | Элизабет Кинан           |
| 2005 | кор | Ночь стирки                                | Laundry Night                                   | Сидни                    |
| 2005 | с   | Детектив Раш                               | Cold Case                                       | Энджи Паррингтон — 2005  |
| 2005 | с   | C.S.I.: Место преступления                 | CSI: Crime Scene Investigation                  | Ива                      |
| 2005 | ф   | Морпехи                                    | Jarhead                                         | стюардесса               |
| 2005 | с   | Сверхъестественное                         | Supernatural                                    | Дженни                   |
| 2006 | с   | Вне практики                               | Out of Practice                                 | Триша                    |
| 2006 | ф   | Последний ход                              | Final Move                                      | Сара Андерхилл           |
| 2006 | с   | Джоуи                                      | Joey                                            | Иди                      |
| 2006 | с   | Рядом с домом                              | Close to Home                                   | ДиДи Басс                |
| 2006 | с   | Последний рубеж                            | E-Ring                                          | принцесса Амелия         |
| 2007 | тф  | Гарпии                                     | Harpies                                         | Сесилия                  |
| 2007 | с   | C.S.I.: Место преступления Майами          | CSI: Miami                                      | Кейт Ламберт             |
| 2008 | ф   | Котельщик                                  | Boiler Maker                                    | Триш                     |
| 2009 | с   | Без следа                                  | Without a Trace                                 | Челси Киз                |
| 2009 | с   | Мыслить как преступник                     | Criminal Minds                                  | Ивонн Эшфорд             |
| 2010 | с   | C.S.I.: Место преступления Нью-Йорк        | CSI: NY                                         | Сара Хансен              |
| 2010 | с   | 4исла                                      | Numbers                                         | Рокси Рэй                |
| 2010 | ф   | Крест Андерсона                            | Anderson’s Cross                                | мачеха Мисси             |
| 2010 | с   | Фишки. Деньги. Адвокаты                    | The Defenders                                   | Джен Райли               |
| 2010 | ф   | Сверхъестественное                         | Soupernatural                                   | Келли О’Дэй              |
| 2012 | кор | Между строк                                | Between the Lines                               | Салли                    |
| 2015 | ф   | Корпорация «Уингман»                       | Wingman Inc.                                    | Ким                      |
| 2017 | тф  | Женщины за женщинами: За стальным драконом | The Women Behind The Women: Behind Steel Dragon | Саманта                  |
| 2022 | тф  | Праздники с «Backstreet»                   | A Very Backstreet Holiday                       | в роли самой себя        |

### Видеоклипы
- 1995 — «Backstreet Boys» — «I’ll Never Break Your Heart»
- 2017 — «Florida Georgia Line» feat. «Backstreet Boys» — «God, Your Mama, and Me»
- 2019 — «Backstreet Boys» — «No Place»